# Glenn Murray
Glenn Murray, född 25 september 1983, är en engelsk före detta fotbollsspelare (anfallare). 
Han har tidigare spelat för Workington Reds, Wilmington Hammerheads, Barrow, Carlisle United, Stockport, Rochdale, Crystal Palace, Reading, AFC Bournemouth, Brighton & Hove Albion, Watford och Nottingham Forest.

## Karriär
Den 1 september 2020 lånades Murray ut av Brighton & Hove Albion till Watford på ett låneavtal över säsongen 2020/2021. Den 30 januari 2021 återkallades Murray av Brighton & Hove Albion efter att han fått lågt med speltid i Watford. Två dagar senare värvades Murray av Nottingham Forest på ett korttidskontrakt över resten av säsongen 2020/2021.
Den 31 maj 2021 meddelade Murray att han avslutade sin fotbollskarriär.